# مسجد الوزیر
مسجد الوزیر (عربی: جامع الوزير) یکی از قدیمی‌ترین مساجد و آثار باستانی بغداد است؛ این بنا توسط وزیر حسن پاشا سه و نیم قرن پیش در زمان دولت عثمانی در سال ۱۰۷۰ هجری برابر با ۱۶۶۰ میلادی ساخته شد.

## موقعیت و معماری
این مسجد در سمت رصافه بغداد پشت بازار سرای سمت کرانه رودخانه دجله قرار دارد؛ شامل یک مصلی بزرگ است که گنجایش بیش از ۴۰۰ نمازگزار را دارد دارای یک گنبدی است که با کاشی کربلا تزیین شده‌است و سمت چپ آن مناره‌ای است که روی چهار پایهٔ گرد ساخته شده‌است؛ همچنین دارای یک مصلای تابستانی است که گنجایش بیش از ۲۵۰ نمازگزار را دارد این مسجد دارای باغچه‌ای است که مشرف بر رودخانه دجله است. این مسجد با پول بازرگانانی که اموالشان در این رودخانه غرق شد ساخته شده‌است صاحبان اجناس قادر به شناسایی اموالشان نبودند و لذا پیشنهاد دادند که با فروش این اجناس یک مسجد بسازند این گونه بود که ساختمان مسجد از فروش کالاهایی که از آب گرفته بودند بنا شد.